# Rue Montauban
La rue Montauban est une voie du 15e arrondissement de Paris, en France.

## Situation et accès
La rue Montauban est une voie privée située dans le 15e arrondissement de Paris. Elle débute rue Robert-Lindet et se termine en impasse.

## Origine du nom

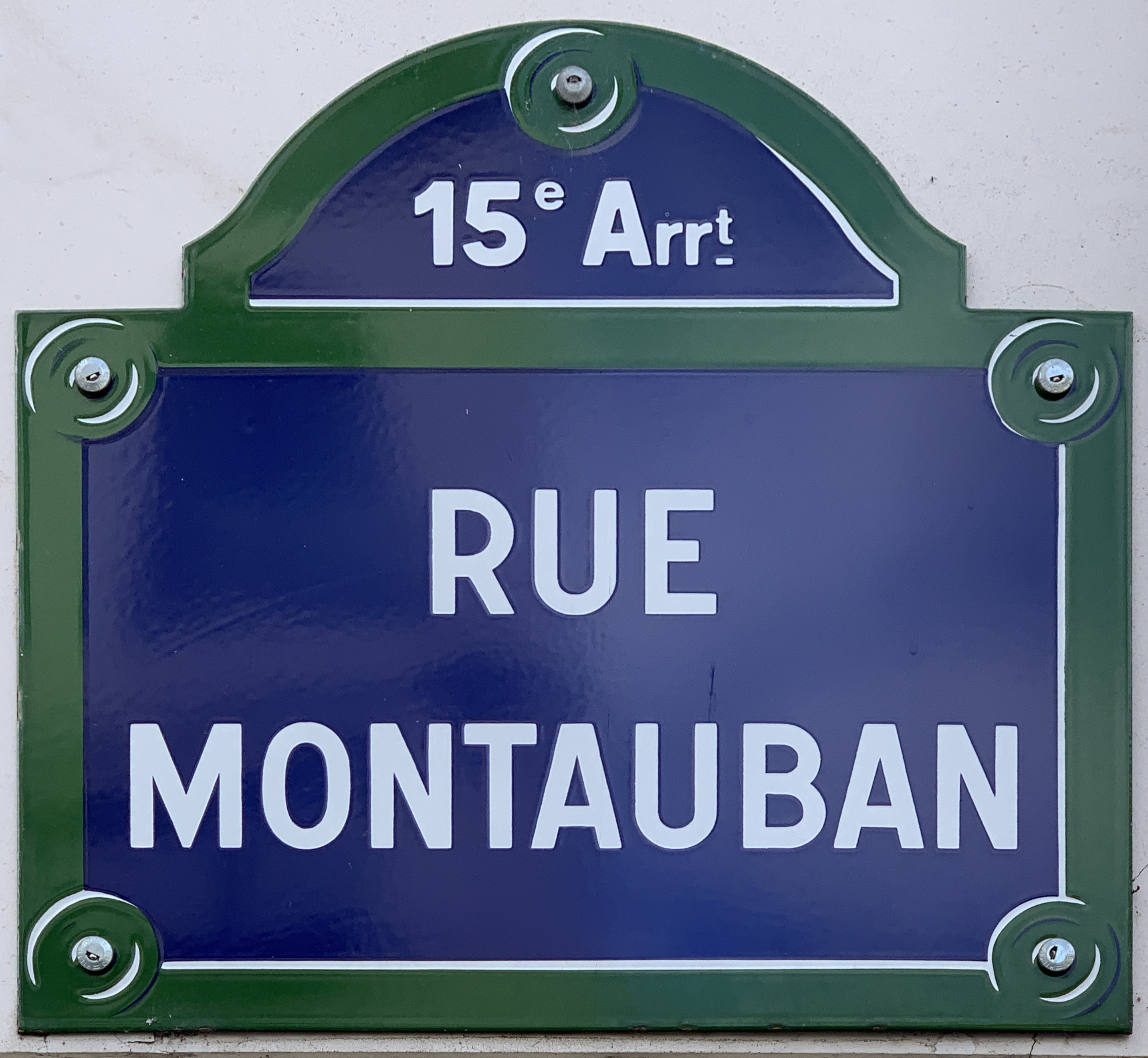
Plaque de la rue.

Elle porte le nom de la préfecture du département de Tarn-et-Garonne, la ville de Montauban.

## Historique
Cette voie privée ouverte en 1903 a été fermée à la circulation publique le 3 décembre 1996. Elle est ensuite rouverte à une date inconnue (état en 2020).